# Prisma triangular triaumentado
En geometría, el prisma triangular  es uno de los sólidos de Johnson (J51). Como sugiere su nombre, puede construirse aumentando un prisma triangular mediante la fijación de pirámides cuadradas (J1) a cada una de sus tres caras ecuatoriales. Es un deltaedro.

## Poliedro dual
El dual del prisma triangular triaumentado es un asociaedro de orden 5. Esta imagen transparente muestra sus tres cuadrado, y sus seis caras pentagonales irregulares congruentes. Las aristas están coloreadas para distinguir los tres tipos de arista según su longitud.